# Exellodendron
Exellodendron,(Hook.f.) Prance, é um género botânico pertencente à família Chrysobalanaceae.

## Espécies
- Exellodendron barbatum (ver imagem[ligação inativa])
- Exellodendron cordatum
  - A esta espécie pode ser dado o nome vulgar de cariperana. Ocorre no Brasil. Sinonímia: Ferolia cordata (Hook.f.) Kuntze; Parinarium cordatum Hook.f.
- Exellodendron coriaceum (ver imagem[ligação inativa])
- Exellodendron gardneri
- Exellodendron gracile